# Oratorio della Beata Vergine del Carmine

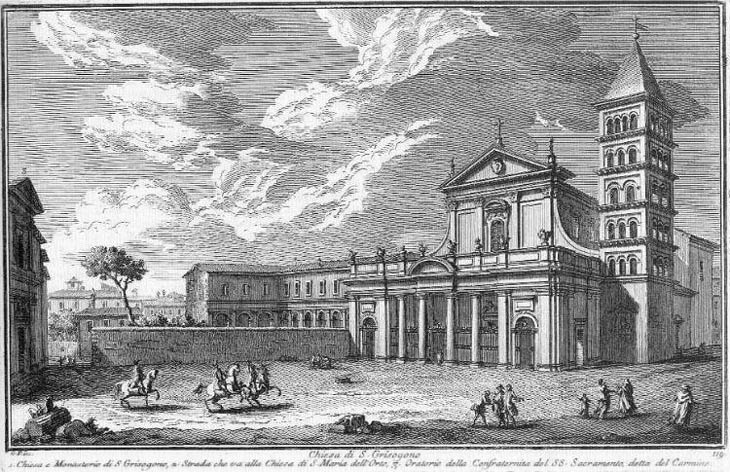
Vista da região numa gravura de Giuseppe Vasi (1753). Em primeiro plano, a basílica de San Crisogono e, em frente a ela, o antigo oratório.

Oratorio della Beata Vergine del Carmine, conhecido também como Oratorio del Carmine in Trastevere e Santa Maria del Carmine, era um oratório que ficava localizado em frente à basílica de San Crisogono, na Piazza Sidney Sonnino da moderna Viale Trastevere, no rione Trastevere de Roma. Era dedicada a Nossa Senhora do Carmo.

## História

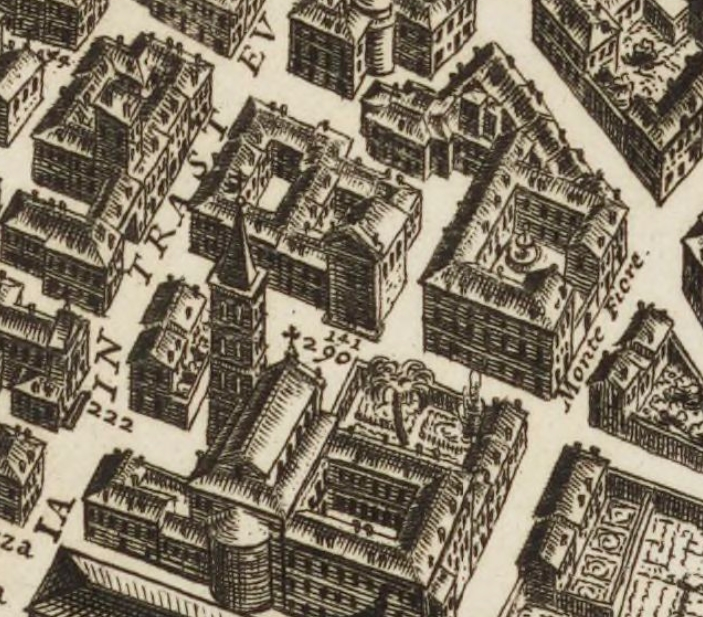
Gravura de Giovanni Battista Falda (1676) com a basílica e a oratório logo em frente.

Em 1543, a Arciconfraternita del Santissimo Corpo di Cristo foi fundada e recebeu para uso próprio uma capela lateral em San Crisogono. Com o passar do tempo, o local se mostrou pequeno para a arquiconfraria e seus membros decidiram construir um oratório próprio nas imediações. A obra foi patrocinada por Scipione Borghese, o patrono da arquiconfraria e cardeal-presbítero do título de São Crisógono entre 1605 e 1633. O local escolhido foi deixado como herança por uma certa Maddalena de' Grossi. A construção, baseada num projeto do arquiteto Giovanni Battista Soria, terminou em 1629. 
Giovanni Antonio Bruzio (1610–1692), um padre de Santa Dorotea in Trastevere, escreveu uma série de descrições das igrejas de Roma. Segundo ele, a fachada tinha dois pisos marcados por pilastras e era coroada por um frontão com o brasão da família Borghese. Nela estava a seguinte inscrição: "VEIN. ARCH. SS. CORPORIS CHRISTI ET BV MATRIS DEI DE CARMELO - SCIPIO CARD. BVRGHESIVS PROTECTOR".
Em 1886, a construção  da Viale del Re, que mais tarde seria chamada de Viale del Lavoro e Viale Trastevere foi iniciada com o objetivo de atravessar o rione Trastevere ligando a Ponte Garibaldi à Stazione di Roma Trastevere. Para permitir a abertura da nova via, foram demolidas, entre outras, a igreja de Santa Bonosa (1888), e o Oratorio della Beata Vergine del Carmine (1909). Durante a demolição, se perdeu, entre outras obras, o relevo de Nossa Senhora das Graças.
A confraria inicialmente se mudou para Sant'Egidio, uma igreja que convenientemente tinha uma dedicação acessória a Nossa Senhora do Carmo. Em seguida, ela se mudou temporariamente pra uma capela em San Giovanni dei Genovesi antes de se estabelecer definitivamente em Sant'Agata in Trastevere em 1911, uma igreja que ainda hoje é um dos mais importantes centros marianos de Roma.

## Interior
Até 1880, só era possível chegar na antiga Piazza di San Crisogono através de quatro pequenas e estreitas ruas laterais. O canto esquerdo da fachada da basílica estava enconstado na parede convento, que ocupava o canto sul da praça. Do outro lado da praça, o canto sudeste da praça, estava uma saída que dava para duas ruas, uma levando para o sul e outra para o leste. A basílica ficava neste canto, com a igreja de frente para a basílica e sua parede da direita ao longo desta última rua.
Seis janelas iluminavam o interior e o teto era decorado com brasões da família Borghese e o estandarte de Nossa Senhora do Carmo pintado por Angelo Ceccarelli. A pintura do altar-mor era também de Nossa Senhora do Carmo, mas pintada por Giovanni Battista Cortoneses. A igreja abrigava ainda pinturas do "Nascimento de Jesus" e da "Ascensão de Maria". No do século XVIII, um milagroso baixo relevo em gesso de Nossa Senhora das Graças foi levado de San Crisogono para o oratório.